# 林秋瀨
林秋瀨（约1921年—2012年5月30日），臺灣慈善家，臺南後壁人，人稱「慷慨老林哥」，多年來捐助家鄉。

## 生平
林秋瀨早年為西藥外務員，後專門從事草藥、膏藥販賣。約1969年，他從後壁鄉安溪寮搬遷至上茄苳嘉田村。當年8月，他捐款一萬元在上茄苳往白河方向的嘉南大圳橋旁大榕樹下，興建一個名為「老林亭」的涼亭。亭院題上自己寫的勸善文句：「孝順感動天和地、龍天不虧行善人」。
林秋瀨與妻子共育三女一兒，先過世的妻子葬於上茄苳附近，剩他自己一人獨居。多年來，他習慣破曉前起床，騎單車到墓園對妻子墓碑說話，然後晨曦返家，開始一天的生活。他曾提過，只要吃個饅頭，配上杯豆漿，就可以過一日。他會賣屋捐贈白米給後壁的貧困家庭、捐款給當地的菁寮聖十字架天主堂、贈送膏藥替人療傷治病、甚至連清潔隊都收過其捐贈的機車。他說自己的錢全部寄放在第二重天，因是佛家子弟，所以要幫助需要幫助的人。為了鼓勵別人行善，他出資印製雲棲蓮池大師《百歲修行經》一千本贈閱。
自1994年起，林秋瀨開始贈送後壁鄉內各國中、小學畢業生每人一輛腳踏車。當年，他捐給後壁鄉永安國小八十六輛腳踏車，而他自己所騎的，仍是一輛破舊的腳踏車，被媒體稱為「慷慨老林哥」。上茄苳的永安國小校長楊有財人表示，老林哥淡薄名利，一律拒絕媒體登門拜訪。有些對老林哥敬佩的地方人士會去看望他，但他堅持不收禮。
2012年5月30日清晨5點許，長女林素雲發現九十一歲的父親在屋旁水塔以圍巾自縊，未留遺書。